# Stolen Babies
Pour les articles homonymes, voir Babies.
Stolen Babies est un groupe de metal avant-gardiste et progressif américain, originaire de Californie. Stolen Babies est connu pour son jeu de scène théâtral et ses spectacles énergiques, remplis d'accessoires et de décors, tous réalisés par les différents membres. Leurs influences musicales viennent de groupes tels que Oingo Boingo, Mr. Bungle ou Fishbone (avec lesquels Gil Sharone a joué).

## Biographie

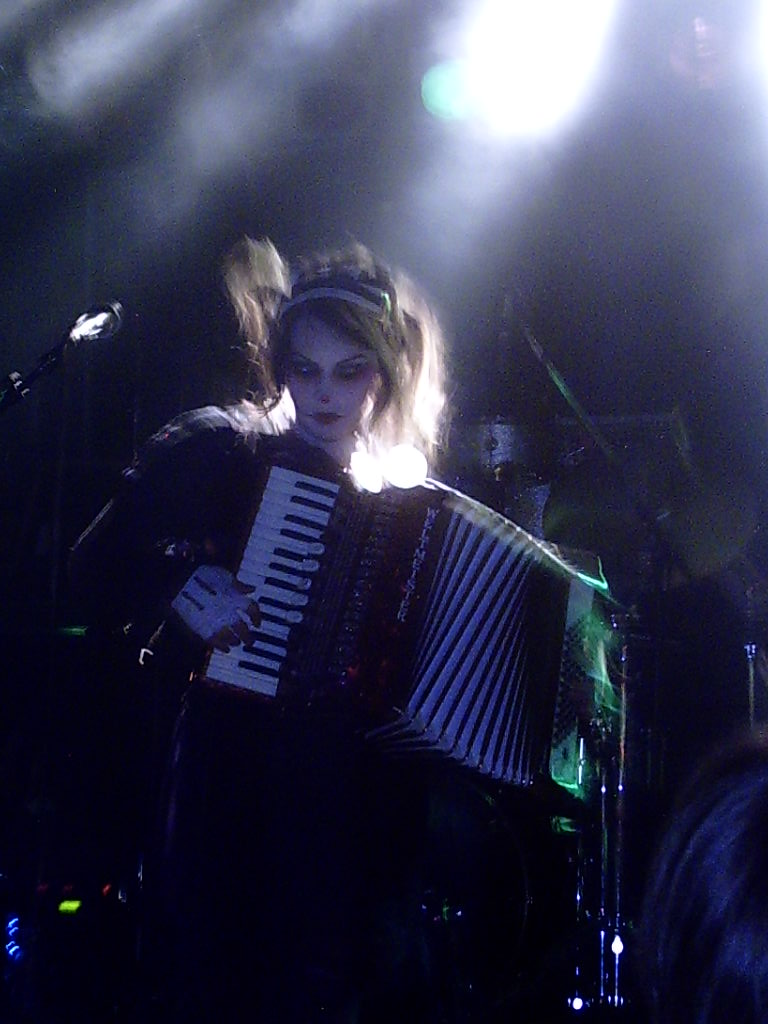
Dominique Lenore Persi à Munich, en 2008.

Stolen Babies est issue de la troupe de théâtre d'une grande école en 1997. Cette troupe s’appelait The Fratellis, et prendra son nom de l'un des sketches réalisés par la troupe durant cette période ; sketch écrit par Dominique Persi, directeur artistique et scénique du groupe. La troupe se sépare peu de temps après, et Stolen Babies en émerge.
Stolen Babies sort deux démos en 2002, puis 2004 via leur propre label, No Comment Records. Leur premier album est publié le 3 octobre 2006 et s'intitule There Be Squabbles Ahead. Contenant des versions remixées de A Year of Judges et Push Button de la démo de 2004, l'album est d'abord publié en début d'année sur le site web du groupe, avant d'être republié sur leur label The End Records. There Be Squabbles Ahead est produit par Dan Rathbun, membre du groupe de rock expérimental Sleepytime Gorilla Museum, qui fournit également des instruments (tuba, violon, etc.) ainsi que des chœurs sur les titres Filistata, Swint or Slude et Gathering Fingers. La réédition de l'album comporte également un clip pour Push Button. Cet album marque également le départ de Davin Givhan, guitariste du groupe. Entre 2006 et 2012, le groupe reste particulièrement silencieux.
Le 27 juillet 2010, Stolen Babies sort un single intitulé Splatter. En juillet 2012, le groupe annonce son deuxième album, Naught pour le 16 octobre 2012. Entre les 4 et 24 septembre 2012, le groupe participe à la tournée Epic Kings and Idols, avec Devin Townsend, Katatonia, et Paradise Lost. Le 24 juin 2013, le groupe publie le clip de la chanson Second Sleep, issue de leur album Naught. Ils participent aussi à la tournée With a Vengeance avec Otep, New Years Day et Lydia Can't Breathe. La tournée commence le 20 septembre 2013 à Fresno, en Californie, et s'achève le 9 novembre à Los Angeles, en Californie. 

## Membres

### Membres actuels
- Dominique Lenore Persi - chant, accordéon
- Rani Sharone - basse
- Ben Rico - clavier
- Gil Sharone - Batterie
- Mick - guitare

### Ancien membre
- Davin Givhan - guitare

## Discographie

### Albums studio
- 2006 : There Be Squabbles Ahead
- 2012 : Naught

### Démos
- 2002 : 3 Song Demo
- 2004 : 4 Song Demo

### EP
- 2002 : Stolen Babies EP

### Singles
- 2010 : Splatter